# Allonne, Deux-Sèvres
Allonne är en kommun i departementet Deux-Sèvres i regionen Nouvelle-Aquitaine i västra Frankrike. Kommunen ligger i kantonen Secondigny som tillhör arrondissementet Parthenay. År 2022 hade Allonne 616 invånare.

## Befolkningsutveckling
Antalet invånare i kommunen Allonne
| Referens: INSEE |